# Elio Massoia
Elio Massoia, (19 de agosto de 1936 - 22 de mayo de 2001) fue un zoólogo argentino, especializado en el estudio de los mamíferos. Fue investigador del INTA y el CONICET y profesor de la Facultad de Ciencias Exactas y Naturales de la Universidad de Buenos Aires.

## Biografía
Nació en el Barrio de Boedo, ciudad de Buenos Aires, Maestro Normal Nacional, en la Escuela Normal N.º 2 Mariano Acosta. Cursando el primer año de la licenciatura de Biología en la Universidad de Buenos Aires, se dio cuenta por su pasión por los mamíferos, comenzando sus investigaciones.
Trabajó como técnico en la Sección Mastozoología del Museo Argentino de Ciencias Naturales Bernardino Rivadavia en 1958-1959. Después lo hizo junto a Osvaldo Reig, en el Departamento de Zoología de la Facultad de Ciencias Exactas y Naturales de la Universidad Nacional de Buenos Aires. En 1966 ingresa al Departamento de Patología Vegetal del INTA (Instituto Nacional de Tecnología Agropecuaria), donde progresó como investigador. Años de penosas discusiones, de rechazo en esos ambientes malograron parcialmente su capacidad de ubicarse en un entorno formal e indiferente a sus expansiones. En esos años se abrió al campo de trabajo de la paleontología y las dificultades cada vez más grandes para viajar al campo lo llevaron a desarrollar intensamente el estudio de los rastros indirectos de la mastofauna a través del análisis de las egagrópilas o bolos de regurgitación de las rapaces estrigiformes. También se dedicó al estudio de los marsupiales, grupo al que nunca abandonó y cuyo estudio culminó, con un libro ilustrativo acerca de la diversidad y la taxonomía de los integrantes de la fauna argentina. Igualmente, desde cuando trabajaba con él su malogrado amigo Abel Fornes, realizó estudios quiropterológicos. 
A fines de los 80 fue separado del INTA y halló refugio en el CONICET. En 1989, regresa como personal de apoyo del Consejo Nacional de Investigaciones Científicas y Técnicas (CONICET) trabajando nuevamente en el Museo que lo vio nacer hasta su muerte.
Publicó más de 240 trabajos científico, y varios libros. Después de la publicación de Ángel Cabrera, el Catálogo de los mamíferos de América del Sur, Elio Massoia y Abel Fornes, se dedicaron a la revisión de numerosos grupos de micromamíferos roedores como los Scapteromys, y espeicies como Oligoryzomys delticola y Deltamys kempi. En la década del 70 Massoia especializado en roedores y Abel Fornes especializado en quirópteros, con quien compartió autoría de numerosos trabajos iniciaron la revisión taxonómica de géneros como Cavia, Necromys (sinónimo de Cabreramys), Oligoryzomys y Calomys.
A mediados de la década del 70 describió un género de sigmodontino llamado Bibimys, dedicado al nombre de su hija Bibiana Massoia. El Dr. Raúl Ringuelet, lo invita a participar en la obra Mamíferos de agua dulce de la República Argentina, donde aclaró los problemas del género Holochilus.
Como taxónomo tipólogo, pudo reconocer los dibujos de Winge diferenciando Scapteromys gnambiquarae y Scapteromys principalis, clasificar a Akodon chacoensis y Scapteromys labiosus al género Bibimys, identificar y separar Hersperomys molitor de Holochilus magnus, sinominizar Hesperomys simplex con Pseudoryzomys wavrini. Diferenciar Calomys musculinus de Calomys laucha, que George Simpson había sinonimizado. Los reconocimientos de otros autores, como Robert Voss, Philip Myers, Michael Carleton ratificaron la mayoría de sus trabajos posteriormente.
Junto con Abel Fornes fueron los pioneros en Argentina en estudiar egagrópilas de aves rapaces como Tyto alba, Asio flameus, encontrando en el regurgitado numerosos cráneos de roedores y murciélagos ampliando su distribución geográfica.

## Otras publicaciones
- a. Fornes, elio Massoia. 1965 , 1967. Procedencias argentinas nuevas o poco conocidas para murciélagos (Noctilionidae, Phyllostomidae, Verpertilionidae y Molossidae). Seg. Jorn. Entomcepid. Arg. 1:133-145

### Libros
- analia Forasiepi, elio Massoia, Pablo Teta. 2001. Los Marsupiales de La Argentina. Editor Lola, 71 pp. ISBN 9509725382

- elio Massoia. 1993. Mamíferos silvestres del Archipiélago Fueguino. Edición ilustrada de L.O.L.A., 261 pp. ISBN 9509725145

- -------------------. 1987. La mastofauna del río Urugua-í, provincia de Misiones. Volumen 14, N.º 8 de Revista del Museo Argentino de Ciencias Naturales "Bernardino Rivadavia" e Instituto Nacional de Investigación de las Ciencias Naturales: Zoología. Editor Museo Argentino de Ciencias Naturales "Bernardino Rivadavia" e Instituto Nacional de Investigación de las Ciencias Naturales, 13 pp.

- arthur Merwin Greenhall, rexford d. Lord, elio Massoia. 1983. Key to the bats of Argentina. N.º 5 de Publicación especial. Editor Pan Am. Zoonoses Center, 103 pp.

- elio Massoia. 1961. Notas sobre los cricétidos de la selva marginal de Punta Lara (Mammalia, Rodentia). Volumen 1 y 4 de Publicaciones del Museo municipal de ciencias naturales y tradicional de Mar del Plata. 14 pp.

- Datos: Q8774866
- Especies: Elio Massoia